# Библское письмо
Би́блское письмо́, также протобиблское письмо, библское псевдоиероглифическое письмо — нерасшифрованная письменность, условно датируется началом 2-го тысячелетия до н. э., представленная несколькими монументальными надписями из города Губл (греч. Библос) в Финикии.

## Корпус
С 1928 по 1932 годы М. Дюнан нашёл около десяти надписей библским письмом в городе Библ. В 1945 году Дюнан опубликовал находки в своей монографии «Библское письмо». Четыре дополнительные надписи были опубликованы им в 1978 году.
Небрежный характер раскопок не позволяет привязать надписи к контексту с точностью даже до нескольких столетий. Предположительно, относилось к позднему бронзовому веку.
Было найдено несколько предметов (в частности, бронзовые лопаточки), где надпись библским письмом была частична стерта для нанесения надписи финикийским алфавитом. Отдельные знаки были найдены на саркофаге царя Ахирама (датируется между XIII и VII веками до н. э.), на надписи Йехимилька (X век до н. э.) и между строками надписи на т. н. «Enigmatic Byblos stone»

## Характеристика
Предположительно является слоговым письмом (от 60 до 100 знаков, что слишком мало для иероглифов, но слишком много для алфавита).
Направление письма справа налево.
Знаки по характеру геометрические и пиктографические (птица, рыба, змея), многие похожи по начертанию на знаки, использовавшиеся при письме на западносемитских языках (протоханаанское письмо и более поздний финикийский алфавит), и на египетскую иероглифику. Связь с другими западностемисткими системами письма предполагается, но является спорной.
В то же время внешний вид знаков, предположительно слоговая система письма (необычная для семитских народов, так как в семитских словах корни состоят из согласных, и слоговое письмо маскирует корень слова), а также история древних контактов Финикии позволяет предположить как минимум знакомство создателя письменности с одной из эгейских систем письма, скорее всего, кипро-минойским письмом (хотя идентичные по начертанию кипрские и библские знаки, может быть, имеют различное чтение).

## Попытки дешифровки
С момента выхода монографии Мориса Дюнана несколько крупных учёных пытались расшифровать письмо: Э. П. Дорм и А. Йирку (1946), Х. Собельман (1961), М. Б. Мартин (1962), Д. Э. Менденхолл (1985), Г. Ф. Турчанинов (1960), Д. Гарбини (1988), Я. Бест (2009). Ни одна из указанных попыток дешифровки не является общепризнанной.
А. М. Кондратов и И. М. Дьяконов, путём сравнения частотности слоговых знаков библского письма с частотностью слогов в западно-семитских текстах 2-й половины 2-го тыс. до н. э., установили значение нескольких знаков.
Предположительно, библское письмо является одним из звеньев в развитии письма от пиктографии к алфавитному линейному письму.